# Ernest Newman
Ernest Newman, właśc. William Roberts (ur. 30 listopada 1868 w Everton w hrabstwie Lancashire, zm. 7 lipca 1959 w Tadworth w hrabstwie Surrey) – brytyjski krytyk muzyczny.

## Życiorys
Ukończył Liverpool College oraz studia na University of Liverpool. Posiadał rozległe zainteresowania, obejmujące filozofię, nauki przyrodnicze i literaturę, w zakresie wiedzy muzycznej był samoukiem. Słabe zdrowie uniemożliwiło mu podjęcie pracy w administracji cywilnej w Indiach Brytyjskich. W latach 1889–1903 pracował jako urzędnik bankowy w Liverpoolu, następnie poświęcił się wyłącznie muzyce. Zmienił wówczas nazwisko. Od 1905 do 1906 roku wykładał w konserwatorium w Birmingham. Podejmował próby komponowania i występów jako pianista, które jednak szybko porzucił. Współpracował z „Manchester Guardian” (1905–1906), „The Saturday Review” i „Birmingham Daily Post” (1906–1918), „The Observer” (1918–1919), „London Sunday Times” (1920–1958), „Glasgow Herald” (1923) i „New York Evening Post” (1924–1925). Od 1930 roku pracował w londyńskiej rozgłośni radia BBC. W 1959 roku otrzymał tytuł doktora honoris causa University of Exeter.
Odznaczony został Krzyżem Kawalerskim I Klasy Orderu Białej Róży Finlandii (1955) i Krzyżem Komandorskim Orderu Zasługi Republiki Federalnej Niemiec (1958).

## Twórczość
Należał do największych brytyjskich krytyków muzycznych, szczegółową wiedzę muzykologiczną łączył z szerokimi zainteresowaniami i obiektywnym spojrzeniem na sztukę. Sformułował pojęcie „fizjologii krytyki”, wykorzystywane w badaniach nad psychologią sztuki. Specjalizował się w niemieckiej muzyce okresu klasycyzmu i romantyzmu, interesował się także nowymi prądami w muzyce, był autorem obszernych opracowań o życiu i twórczości Richarda Wagnera. Przetłumaczył na język angielski libretta Tannhäusera i Śpiewaków norymberskich.

## Wybrane prace
(na podstawie materiałów źródłowych)
- Gluck and the Opera (Londyn 1895)
- A Study of Wagner (Londyn 1899)
- Wagner (Londyn 1904)
- Musical Studies (Londyn 1905)
- Elgar (Londyn 1906)
- Hugo Wolf (Londyn 1907)
- Richard Strauss (Londyn 1908)
- Wagner as Man and Artist (Londyn 1914)
- A Musical Motley (Londyn 1919)
- The Piano-Player and Its Music (Londyn 1920)
- Confessions of a Musical Critic (Londyn 1923)
- Solo Singing (Londyn 1923)
- A Musical Critic’s Holiday (Londyn 1925)
- The Unconscious Beethoven (Londyn 1927)
- What to Read on the Evolution of Music (Londyn 1928)
- Stories of the Great Operas (3 tomy, Londyn 1929–1931)
- Fact and Fiction about Wagner (Londyn 1931)
- The Man Liszt (Londyn 1934)
- The Life of Richard Wagner (4 tomy, Londyn 1933–1946)
- Opera Nights (Londyn 1943)
- Wagner Nights (Londyn 1949)
- More Opera Nights (Londyn 1954)
- From the World of Music: Essays from „The Sunday Times” (Londyn 1956)
- More Musical Essays (Londyn 1958)
- Testament of Music (Londyn 1962)
- Berlioz, Romantic Classic (red. Peter Heyworth, Londyn 1972)